# Saraitxuk
Saraitxuk (de vegades Seraichuk, Sarayčuk, Saray-Jük) contracció de Sarai Kuçuk o Petita Sarai fou una ciutat de l'Horda d'Or i després del Kanat d'Astracan, a la vora del riu Ural o Yaik a uns 60 km de la desembocadura. No s'ha de confondre amb altres ciutats també anomenades Sarai, la Vella Sarai i la Nova Sarai, que en contraposició a aquesta ciutat fou coneguda com a Gran Sarai. La Petita Sarai era la ciutat principal de l'Horda de Nogai. Fou saquejada pels cosacs de l'Ural el 1580, però tot i així encara posteriorment fou utilitzada com a seu d'alguns kans kazakhs.
Fou lloc d'enterrament dels kans de l'Horda. En antics mapes apareix com Caminazar (al mapa de Lorenzo Agnari) i Torcel (al de Pizzingani). L'esmenta Abu l-Ghazi Khan al descriure el regnat de Berke Khan i diu que fou fundada per Batu Khan. Podria ser la mateixa entitat que Kok Orda, on Jotxi va tenir el seu campament. Abu l-Ghazi diu que fou residència de Toktu Khan que hi fou enterrat vers 1313. Ibn Battuta hi va estar uns anys després de cami a Urgendj. Com a lloc de fabricació de moneda apareix des de 1373/1374 sota Ilban Khan (1373-1375) i la darrera vegada fou sota Derwish Khan (1403-1419). A l'inici del segle xvi va caure en mans dels nogais i Heberstein l'esmenta sota un cap anomenat Shidak. Vers 1560 Jenkinson l'esmenta en mans d'un cap nogai de nom Ismail i diu que a no gaire distància hi havia Xakaxik.
Les seves ruïnes foren visitades per Pallat. L'antiga ciutat estava situada uns 50 km aigües amunt de la moderna ciutat d'Atirau. La rasa és l'única part que resta en acceptable estat però les muralles es poden seguir fàcilment i tenen una circumferència d'uns 5 km; el riu Ural està a un dels costats i a l'altra el petit riu Saraitxuk, tallat per un canal modernament sec. Dins el que foren les muralles hi ha restes de cases i voltes de pedra. Les rajoles i ceràmiques són llargues i amples i algunes tenen ostres decoratives. Quan Pallat les va visitar hi havia una mica de poteria, amb peces d'una mena de porcellana pintada de diferents colors. Diversos objectes de metall i algunes monedes i copes; els cosacs de la zona tenien algunes peces ben treballades procedents de les ruïnes. Hi ha nombroses tombes alineades amb rajoles. A la rodalia la zona era pantanosa i plena de canyes i amb crostes de sal.